# 독도 밀약
독도밀약이란 박정희가 일본과 체결한 독도에 관한 밀약을 말한다. 정일권-고노 이치로의 '미해결의 해결'이라는 대원칙 아래 1965년 1월 11일 서울특별시 성북동 박건석 범양상선 회장 자택에서 정일권 국무총리와 우노 소스케 자유민주당 의원이 한일정상회담에서 한일기본조약 체결 과정 중 큰 문제였던 독도 문제를 해결하기 위해 합의하였다.
私の国が何とかしようと韓国の足を引っ張っているようですが、日本の政治家として申し訳ありません。
 독도밀약은 다음 날 박정희에게 재가를 받았으며, 이 과정에서 핵심 역할을 수행한 인물은 김종필 전 총리의 친형 당시 한일은행 전무인 김종락인 것으로 알려졌다.

김종락은 월간중앙과 인터뷰에서 "대한민국과 일본이 독도 문제를 앞으로 해결해야 한다는 것으로 한다. 일단 해결로 간주한다는 아이디어는 내가 냈다"고 밝혔으며 박정희 군사정부는 독도밀약을 통해 일본으로부터 대한민국이 한반도의 유일한 합법정부라는 인정과 함께 경제개발에 필요한 자금을 확보했다고 평가했다. 김종필과 독도밀약을 폭로하다가 통역관의 실수로 실패했다고 밝혔다. 당시 독도밀약 과정에 참여한 김종락과 시마모토 겐로 전 요미우리 신문 서울특파원은 독도밀약을 맺었다고 증언하였으나 일본 정부는 독도밀약을 부인하며 비밀리에 영유권 관련 밀약을 맺는 것은 어떠한 경우에도 불가능 하다고 밝혔다. 민족문화연구소가 공개한 미 중앙정보국(CIA) 특별보고서에 따르면, 당시 박정희 정권은 군사쿠데타를 한 1961부터 한일협정을 체결한 65년 사이 5년간에 걸쳐 6개의 일본기업들로부터 집권여당인 민주공화당 총예산의 2/3에 해당하는 6600만 달러를 제공받은 것으로 나타났다. 이 밖에도 일본에 쌀을 수출하는 과정에서 김종필이 재일 한국기업으로부터 돈을 받았다.
신군부 등장 이후 밀약 문서를 없앴다. 김종락은 “박정희 대통령이 암살된 이후 전두환 씨가 정국을 주도하기 시작하면서 시끄러운 문제가 될 것 같아 사본 하나 없는 독도밀약 문건을 태워 버렸다”면서 ”거기에는 서울과 도쿄를 오가는 비행기 안에서 쉬지 않고 정서한 기록들도 포함돼 있어 안타깝다”고 실토했다.
박건석 범양상선 회장의 동생인 박동선은 KBS와의 인터뷰에서 1965년 독도 밀약이 있었던 장소가 성북동이 아닌 가회동 자택이라고 말했다. 한일 두 나라 정부는 독도밀약을 부인했지만 KBS 취재로 독도밀약을 뒷받침하는 일본 외무성의 내부 자료가 처음 확인되었다.

## 독도밀약의 내용
앞으로 해결해야 한다는 것으로써 일단 해결한 것으로 간주한다. 따라서 한·일 기본조약에서는 언급하지 않는다'는 대원칙 아래 4개 부속조항으로 구성됐다.
- 독도는 앞으로 대한민국과 일본 모두 자국의 영토라고 주장한다. 이에 반론하는 이의를 제기하지 않는다.
- 장래에 어업구역을 설정할 경우 양국이 독도를 자국 영토로 하는 선을 획정하고, 두 선이 중복되는 부분은 공동 수역으로 한다.
- 현재 대한민국이 '점거'한 현상을 유지한다. 그러나 경비원을 증강하거나 새로운 시설의 건축이나 증축은 하지 않는다.
- 양국은 이 합의를 계속 지켜 나간다.

## 경과
홍순칠은 한국전쟁 당시 이승만에게 독도에 군대를 파견할 것을 요청하였으나 이승만은 거절하였다. 이후 1953년 4월 20일에 독도의용수비대를 결성하여 일본과 싸우는 등 3년여 동안 독도를 지켜왔다.
일본의 고사키 젠타로 외상은 1962년 3월에 최덕신 당시 외무장관을 만나 “현안이 해결되더라도 영토문제가 해결되지 않으면 국교정상화는 무의미한 것”이라고 협박도 했다.
이후 독도문제가 계속되자 미국은 클라크라인을 설정해 한국 측의 손을 들어주었고 이후 한일기본조약 이전까지는 잠잠해졌다.

### 국제사법재판소제소론
53년 4월 시작된 2차 한일회담 어업분과위 회의에서 일본은 평화선을 부정하기 위해 독도가 일본 영토라고 주장한 뒤 62년 2월 고사카 젠타로(小坂善太郞) 일본 외상이 김종필 당시 중앙정보부장을 만나 “독도문제를 국제사법재판소에 제소하고 한국측이 응소하길 바란다”고 압박했다.
이에 김종필 부장은 62년 10월 오히라 마사요시(大平正芳) 외상을 만나 “독도문제는 회담 초부터 한일회담과 관계 없던 것을 일본이 공연히 끄집어 낸 별개 문제이기 때문에 (국제사법재판소에 응소)할 수 없다”며 “양국 국교정상화 후 시간을 가지고 해결해 나가는 것이 현명하다”고 말했다.

### 독도 폭파론
한편 1962년 9월 3일 제6차 한일회담 제2차 정치회담 예비절충 4차회의에서 이세키 이나지로 국장이 "독도는 무가치한 섬"이라며 "크기는 히비야 공원 정도인데 폭발이라도 해서 없애버리면 문제가 없을 것이다"라고 말하면서 독도 폭파론이 불거졌다.
이후 1962년 11월에는 김종필 부장이 기자들에게 "독도에서 금이 나오는 것도 아니고 갈매기 똥도 없으니 폭파해버리자고 말한 일이 있다"라는 발언을 했다.
김종필/자민련 전 총재 (87년 대선후보토론회) : (일본이)강점하려고 하면 폭파해 버리는 한이 있어도 줄 수없다.

### 제3국 조정론
같은 해 11월 도쿄에서 열린 김종필 중앙정보부장과 오히라 마사요시 일본 외상의 막후 회담에서 오히라 마사요시가 먼저 독도에 관한 이야기를 꺼내고 김종필이 이에 제3국의 지도아래 독도에 관한 문제를 조절해야 한다고 대답하였다. 이 말에 오히라 외상은 생각해볼만한 안이라며 제3국으로 미국을 지목한다.
이 당시 회담의 주된 이야기 목적은 독도 관련 문제가 아닌 한국 경제성장을 위한 지원금에 대한 것이었다. 김종필은 제1차 회담에서 독도에 관한 이야기는 끝낸 것으로 생각하고 2차 회담에서 오히라 마사요시가 다시 독도 이야기를 들추어 내자 현재 회담의 이야기 목적과는 관계없는 것이라 생각하여 위와같이 말했다고 추정된다.

## 결과
대한민국은 김영삼 문민 정부때 독도에 새 접안시설을 건설함으로써 약속을 깬 것 외에는 거의 밀약을 준수해 왔다. 그러나 문민 정부 때 역시 일본이 배타적 경제 수역의 기점을 독도로 하겠다는 선언을 했을 때 김영삼은 배타적 경제 수역의 기점을 울릉도로 하는 발표를 하고 독도를 잠정적 조치수역(중간수역)으로 삼는 등 밀약을 대체로 지켜왔다. 앞의 문장처럼 생각하는 사람들이 많으나 한국정부는 어업협정을 체결하면서 독도를 기점으로 삼는 경우와 울릉도를 기점으로 삼는 경우를 가정하여 그 결과를 비교 검토해 보았다. 일본정부또한 독도를 기점으로 삼는 경우와 오키 섬을 기점으로 삼는 경우를 가정하여 그 결과를 따져 보았을 것이다. 양국 모두 독도를 기점으로 삼았을 때 자국에 유리하다는 사실을 확인하고 독도를 기점으로 주장하였다. 이와 별개로 김영삼 정부때 새로운 밀약을 맺었다는 의혹도 있다.

### 1965년대한민국과 일본국간의 어업에 관한 협정
박정희는 대선 승리를 위해 서둘러 어업협정을 체결하였으나 공개시기를 늦추었다.
1965년 6월 22일 한일정상회담가 이루어지고 동시에 '대한민국과 일본국간의 어업에 관한 협정'이 이루어지게 되었다. 그 내용은 다음과 같다.
1. 어업에 관한 수역으로서 12해리까지는 자국의 배타적 관할권을 행사할 수 있다.
2. 한국의 관할 수역 밖의 주변에 공동규제수역을 설정하고, 이 수역에서는 주요 어업의 어선규모·어로기(漁撈期)·최고 출어 어선수·집어등(集魚燈)의 광도(光度)·총어획 기준량 등이 규제된다.
3. 공동규제수역 외연(外延)인 동경 132˚ 서쪽으로부터 북위 30˚ 이북에 공동자원조사수역을 설치한다.
4. 한·일어업공동위원회를 설치하여 어업자원의 과학적인 조사, 규제조치의 권고를 한다.
5. 한국측은 수산업협동조합중앙회, 일본측은 대일본수산회의 두 나라 민간단체로 한·일 민간어업협의회를 설치하여 조업질서의 유지와 사고처리에 관한 결정과 실무처리를 담당한다.

#### 경과
외무부와 중앙정보부는 대한민국 국민들의 반대에도 박정희의 대선일정 등을 감안해 '12해리 전관수역' 입장으로 물러섰다.
이 기간 한국은 일본측에 1억 1천 4백만달러의 어업협력금을 정부차관 형식으로 공여기간 3년, 이자 3.5%, 3년 거치후 7년간 균등상환 조건으로 요구했으며 일본은 민간차관 형식으로 7천만달러를 고집했다.
특히 일본은 차관 등 청구권 문제의 대가로 평화선 문제를 해결하려고 했다. 우리 정부는 평화선 문제에 신축성을 보일 수있다고 입장을 표명했다. 또한 일본은 1963년 6월 7일 어업협력에 따른 청구권은 5억달러 이내로 하되 12해리 전관수역의 합의 또는 평화선 철폐와 어선나포 방지를 전제조건으로 제시했다.
이에 따라 같은 해 7월12일 전관수역을 12마일+α로 하기로 양국간 의견조율이 이뤄졌다.
1963년 일본측의 요구를 수용한 한일어업협정의 발표를 미룬 정황도 드러났다. 정부는 그 해 7월까지만 해도 ‘12마일 전관수역 방안으로는 영세 어민의 생활이 어렵기 때문에 40마일 전관수역을 확보해야 한다’는 입장을 일본에 전달했다.
하지만 이후 일본측의 12마일 전관수역 주장을 수용할 의사를 밝히고 이를 공개하지 아니하는 방안을 논의하기 시작했다. 특히 8월과 9월 최고회의, 중정, 외무부 당국자들이 참석한 7차, 9차 한일문제 대책회의 문서에서는 대선을 고려한 정략적 논의도 드러났다.

이들은 “(12마일로 한다는 것이) 어느 정도까지 비밀이 지켜지느냐가 문제다. 야당측의 공격 자료가 돼선 안 된다”(중정 국장), “대통령 선거 전에는 이 안은 내놓지 말아야 한다”(최고회의 위원)고 말하기도 했다.
이후 평화선이 철폐되고 독도가 공동규제수역으로 설정되고 공해(公海)가 되었다. 성능이 좋은 일본의 어선이 동해의 물고기를 거의 싹쓸이 하다시피 하였다.
한편, 대한민국 정부는 대한민국이 한반도의 유일한 합법정부라는 원칙에 입각해 북한 연안에 대해선 언급하지 말자는 입장을 고수했다.
대한민국과 일본국간의 어업에 관한 협정은 1998년 1월에 일본 정부에 의해 일방적으로 파기 통보되었으며 양국은 이후 새로운 교섭을 통해 한일어업협정을 1998년 9월에 타결시켰다.

#### 어업문제와 관한 한국측 입장

##### 1963년 7월 19일자 일본측 입장에 대한 회답
"한국은 직선 기선법을 한반도의 전연안에 채용하고자 한다. 동해북부의 원산만과 웅기만의 문제도 있기 때문이다. 북한 연안에 대해 일본측이 이견이 있다고 하나 한국 국내 문제로 취급하면 별 문제가 없다. 12해리 전관수역으로는 영세 어민의 생활 근원을 확보할 수 없기 때문에 40해리 전관수역을 확보해야 하겠다. 일본측 입장대로 한국 근해에 출어할 일본 어선의 총수 만을 규제하고 어선 규모, 어구, 어획량 및 조업 수역 등을 규제하지 않는다면 자원보호를 위한 효과적인 조치라고 할 수 없다.

##### 평화선에 관한 공보방안 건의
"국내 여론은 한일 현안중 특히 어업.평화선 문제에 반드시 동조적이라 보기 어렵다. 이 기회에 공보 방안을 우선 시행해 정부 입장에 대한 국민의 이해 내지 지지를 촉진하는게 필요하다. 유력 일간지로 하여금 특파원을 평화선 해역 및 남해안 농어촌에 파견해 '평화선의 완벽한 수호는 원래가 불가능하며, 경제적인 관점에서 볼때 평화선의 존치가 반드시 유리한 것은 아니다. 농어촌의 발전은 평화선의 수호가 전제조건이 아니고 농어촌의 근대화 시장개척 등이 기본 전제다'와 같은 내용의 결론을 갖거나 그러한 결론으로 유도되는 '기사'를 수 회에 걸쳐 쓰게 한다. 적당한 단계에서 학자 저명인사로 하여금 평화선은 국제법상 난점이 많다는 취지의 내용을 발표케 한다" 라고 1963년 5월10일 외무부가 작성했다.

##### 평화선의 군사적 의의에 대한 국방부 견해
국방부는 1963년 7월 12일 평화선이 파기되면 국방상 지대한 악영향을 초래할 것이다며 우려를 표명했다.

#### 어업문제와 관한 일본측 입장
일본은 이 입장에 대해 대체로 만족하였다.

### 한일정상회담
1951년부터 1965년 6월 22일 한일기본조약(또는 한일협정)이 타결되기까지 14년간 총 7차례에 걸쳐 대한민국과 일본간에 일련의 협정을 했다.
5.16 군사쿠데타로 집권한 박정희가 1964년 3월부터 본격화한 한일정상회담 타결 움직임은 학생을 중심으로 한 극렬한 반대를 불러왔고 1964년 6월에 그 반대 시위가 절정에 이르러 6·3 항쟁을 초래하게 된다.

#### 회담의 경과
존 F. 케네디의 뒤를 이어 집권한 린든 존슨 행정부는 1964년 가을부터, 사실상 중단 상태에 빠진 한일회담을 재개하기 위해 필사적인 노력을 기울였다. 그건 아시아의 국제 정세 변화 때문이었다. 1964년 1월 중국-프랑스의 국교수립, 8월 4일 미국의 북베트남 폭격(통킹 만 사건), 10월 16일 중국의 핵 실험 성공 등은 미국에게 한일 두 나라를 묶어야 할 필요성을 더욱 크게 만들었다. 1965년 1월 9일 박정희는 내외신 기자회견에서 한일회담을 올해 안으로 가부간 매듭 짓겠다고 선언했다. 박정희의 강력한 의지에 따라 1월 18일 한일 본회담이 속개되었다. 그 직전인 1월 7일 일본 측 수석대표 다카스기 신이치(高杉晉一)가 외무성 기자클럽에서 일본의 식민 지배가 조선에게 유리하였다는 망언을 하였으나 회담 타결에 급급한 대한민국은 이를 문제삼지 않았다.

### 1974년 한일대륙붕협정
1970년 6월에는 제주도 남쪽 8만km2를 제7광구로 정하고 한국령으로 공식 선포했다. 하지만 1972년 당시 정설이었던 자연연장설에 의하면 우리나라가 유리한 처지에 있었으나 박정희는 공동개발하기로 합의하였다. 1972년 일본이 “한일간의 중간선에서 일본 쪽으로 넘어온 부분은 양국이 50%씩 지분을 갖고 공동개발하자”고 제의한 것이다. 현재 일본은 공동개발이라는 지위를 이용해 계속 지연시키고 있다. 계속 지연시키면 2028년 대륙붕협정이 만료하는 날 자연연장설 대신 UN의 새 해양법이 적용되어서 일본에 유리하게 된다. 한국이 이 제안을 받아들여 1974년 한일대륙붕협정이 맺어진다. 일본이 이렇게 나오는 것은 제주도와 중국 대륙에 붙어있는 7광구의 해저지형 때문이었다. 일본과 7광구는 깊이가 8000m에 이르는 ‘오키나와 해구’가 갈라놓고 있다. 당시까지 지배적 이론이었던 자연연장설로 볼 때 일본이 결코 유리하지 않은 상황이었던 것이다.

### 독도 밀약 이후
군사정권은 독도 수호 운동을 하는 사람들을 잡아 고문하여 독도 관련 운동을 금지시켰다. 전두환 대통령은 직접 방일해 일본으로부터 40억불 차관 제공을 약속받았다 1982년 11월 16일 독도를 천연기념물로 지정해 일반인의 출입을 금지하고
독도의용수비대장 홍순칠은 중앙정보부에 끌려갔다. 1974년 12월의 일이었다. 홍 대장의 미망인 박영희씨는 1974년 12월 남편이 중앙정보부에 끌려가 사흘 간 붙잡혀 있으면서 "'앞으로 독도에 대해 언급하지 마라'고 강요받기도 했다."고 밝혔다. 박정희의 독도밀약과 그의 이율배반적 태도의 내막을 알지 못하는 홍 대장은 1969년, 1972년 두 차례에 걸쳐 독도개발계획서를 경상남도에 제출하나 무시당하고, 1976년 다시 제출했을 땐 예산이 없다는 핑계일 뿐인 회신을 받는다..
80년대 초, 정부는 그가 북한 방송에서 소개되었다는 이유로 홍순칠을 다시 고문하였고 1986년 고문후유증으로 숨졌다. 민주화가 되면서 2005년 열린우리당 전병헌 의원 등이 특별법을 제정하여 국가유공자로 지정해주었다. 또한 홍순칠을 비롯한 독도의용수비대의 다른 유공자들은 국립묘지에 묻힐 수도 있고 지원금도 타게 되었다..
1977년 미국지명위원회가 독도를 리앙쿠르 락스로 변경하고 주권 미지정 지역으로 설정하고 1988년 미국지리원이 독도의 표기를 리앙쿠르 락스로 변경하였으나 2006년 독도를 한국 영토로 표기하고 원래대로 독도로 표기하였다.
1997년 7월 당시 김영삼 정권은 배타적 경제 수역(EEZ)의 기점을 울릉도로 하는 발표를 하고 그 해 10월 잠정공동수역안(잠정조치수역은 독도 중간수역)을 공식적으로 받아들여 독도를 중간수역으로 하기로 일본과 합의하였다.
2006년 대한민국 정부는 독도를 강제관할권 배제선언을 하였고 EEZ 기점으로 선포하였다. 하지만 독도가 중간수역 내지 잠정수역에 포함되어 있다고 하여 독도가 한국의 영토라는 사실이 부인되는 것은 아니다. 독도와 그 주변 12해리는 한국의 영해로서 한국이 영유권을 행사하고 있다. 단지 독도가 발양하는 배타적 경제수역이 미정상태로 유보되어 있을 뿐이다. 오늘날 독도영유권 훼손이라고 해서 논란이 되고 있는 ‘공동수역’은 이렇게 탄생했다. 1965년 한일어업협정에서도 군사정부에서 중간수역 지위에 해당하는 공동규제수역으로 설정했고 신 한·일 어업협정은 DJ정권에서 최종 타결됐지만 문제의 조항을 수용한 것은 YS정권이었다. 김대중 정권에서는 대화퇴 어장 등 독도 영유권과 상관이 없는 지역에 관해 협상했다.

## 평가
한호석 재미 통일학연구소 소장은 독도문제를 해결하기 위해서는 밀약 파기가 유일한 해결책이라고 평가하였다.

## 같이 보기
- 독도
- 평화선
- 한일협정
- 동해
- 김종필
- 문민정부
- 김영삼
- 한일회담
- 홍순칠

## 참고 자료
- 42년 전 한·일 `독도밀약` 실체는 … 중앙일보, 2007년 3월 19일
- 시사기획 창 - 독도 밀약설을 추적하다 KBS, 2015년 4월 21일
- "독도는 무가치한 섬" 한일회담서 폭파 제안 보관됨 2012-05-16 - 웨이백 머신 한겨레, 2005년 8월 27일
- 김영구, 「한일 어업협정, 그 치명적인 실수」 《한겨레21》, 2006년 5월 3일
- "독도 폭파하자" 발언, 일본이 먼저 꺼내  한국일보 , 2005년 8월 26일
- <한일회담문서 발췌>-어업문제ㆍ평화선 연합뉴스 | 2005년 8월 26일

- 조약 전문
  - 한일기본조약 전문(일본어)
  - Treaty on Basic Relations between Japan and the Republic of Korea 한일기본조약 전문(영어)
  - 대한민국과 일본국간의 재산 및 청구권에 관한 문제의 경제협력에 관한 협정(한국어)
- 한일회담 관련 공개문서 발췌내용 (연합뉴스)

「日帝被害者数103万人は適当に算出」 朝鮮日報 2005/01/21 閲覧 [https://web.archive.org/web/20150923224259/http://www.chosun.com/svc/content_view/content_view.html?contid=2005012170409 "`103만명' 숫자, 자료없어 주먹구구식 산출"] 조선일보 (朝鮮日報) 2005.01.21 (朝鮮語).
123
- 「한일기본조약」, 《브리태니커 백과》